# Шиндхард

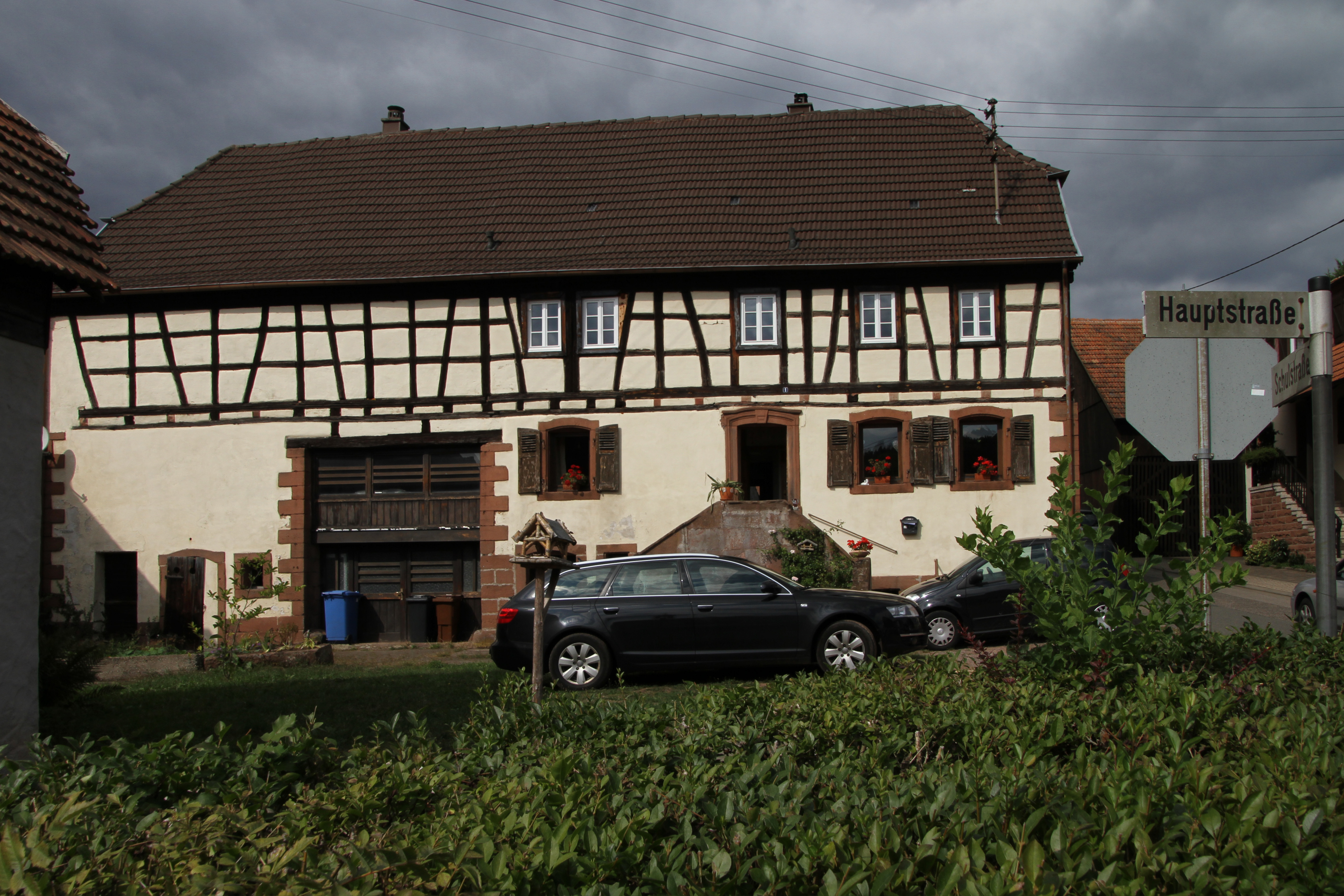

Шиндхард (нем. Schindhard) — коммуна в Германии, в земле Рейнланд-Пфальц. 
Входит в состав района Юго-западный Пфальц. Подчиняется управлению Данер Фельзенланд.  Население составляет 584 человека (на 31 декабря 2010 года). Занимает площадь 4,36 км².